# The Alternative to Love
The Alternative to Love è il terzo album del cantautore americano Brendan Benson, uscito nel 2005.

## Tracce
1. Spit It Out – 3:20
2. Cold Hands (Warm Heart) – 3:25
3. Feel Like Myself – 4:16
4. Alternative to Love – 4:35
5. The Pledge – 2:55
6. Them and Me – 4:00
7. Biggest Fan – 3:45
8. Flesh and Bone – 2:55
9. Get It Together – 3:32
10. Gold into Straw – 3:43
11. What I'm Looking For – 3:31
12. Between Us – 3:12